# Underwood & Underwood

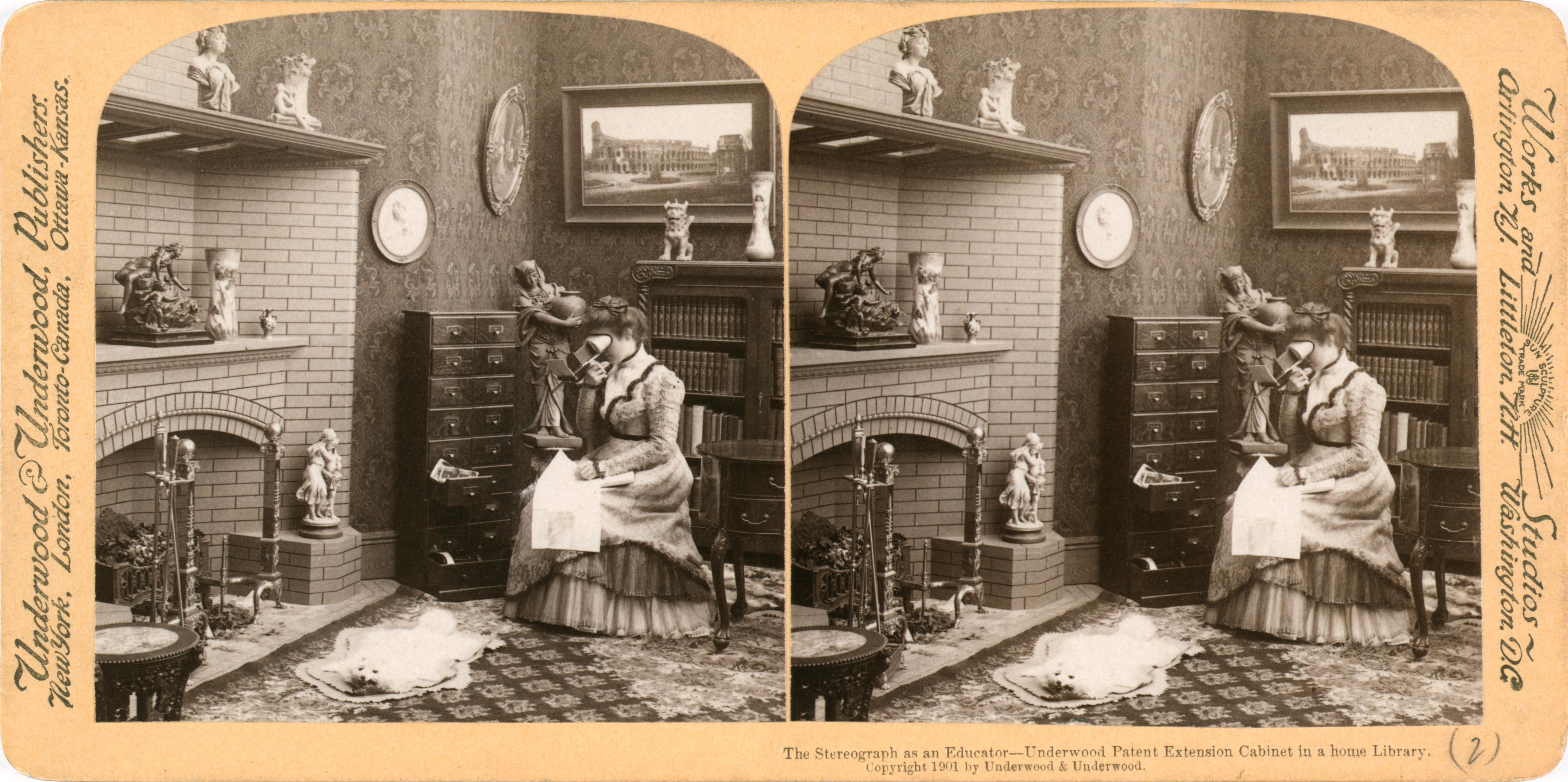
V roce 1901 propagovala firma Underwood & Underwood stereoskop pod marketingovým heslem Stereofotografie jako vychovatel. Na obrázku je žena, která si doma u krbu prohlíží prostorové fotografie, po své pravé ruce má kabinet se zásobou stereofotografií.

Underwood & Underwood byl jedním z prvních výrobců a distributorů stereoskopických a jiných fotografických obrazů, později se stal průkopníkem v oblasti fotografické zpravodajské agentury.

## Historie
Společnost byla založena v roce 1882 v Ottawě v Kansasu dvěma bratry, Elmerem Underwoodem (1859 Fulton County, Illinois - 1947 St. Petersburg, Florida) a Bertem Eliasem Underwoodem (1862 Oxford, Illinois - 1943 Tucson, Arizona). Odstěhovali se do Baltimoru a následně do New Yorku v roce 1891. V roce 1920 firma prodala většinu svých katalogových stereofotografií společnosti Keystone View Company. Firma svou činnost ukončila ve 40. letech 20. století.
V roce 1910 společnost Underwood & Underwood vstoupila do oblasti zpravodajské fotografie, kvůli čemuž snížila produkci stereofotografií až do začátku první světové války. Celkem firma vyprodukovala mezi 30 000 a 40 000 stereographických titulů. V roce 1920 byla výroba přerušena a firma prodala negativy, akcie a práva na své stereografie společnosti Keystone.
Fotografie geografických zajímavostí ze svých cest firmě dodával James Ricalton.

## Letecká fotografie
Mezi 1924 a 1925 pořídila agentura letecké fotografie měst Miami a Miami Beach. Přibližně 400 fotografií dokumentovalo první stavební boom nově se rozvíjejících metropolí před ničivým hurikánem v roce 1926 (Great Miami Hurricane).

## Galerie

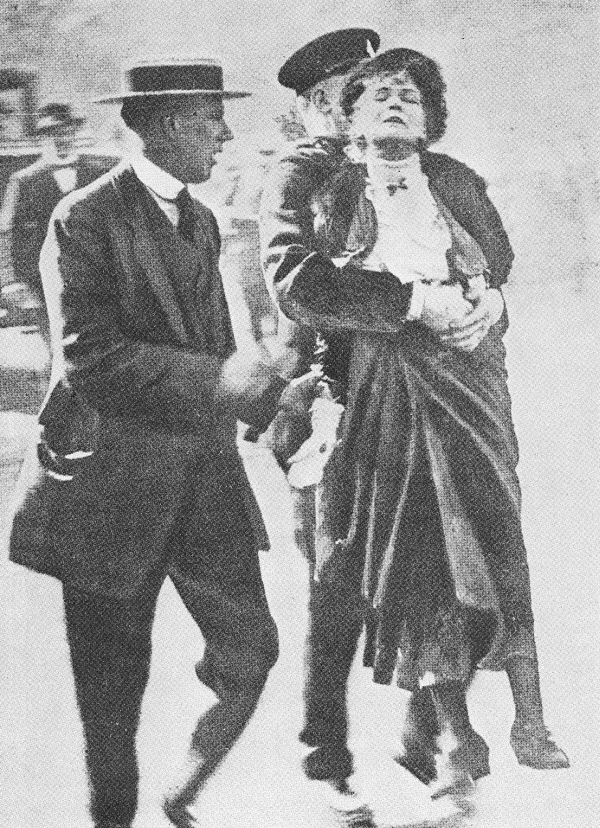
Zatčení Emmeline Pankhurstové před Buckinghamským palácem, 22. května 1914
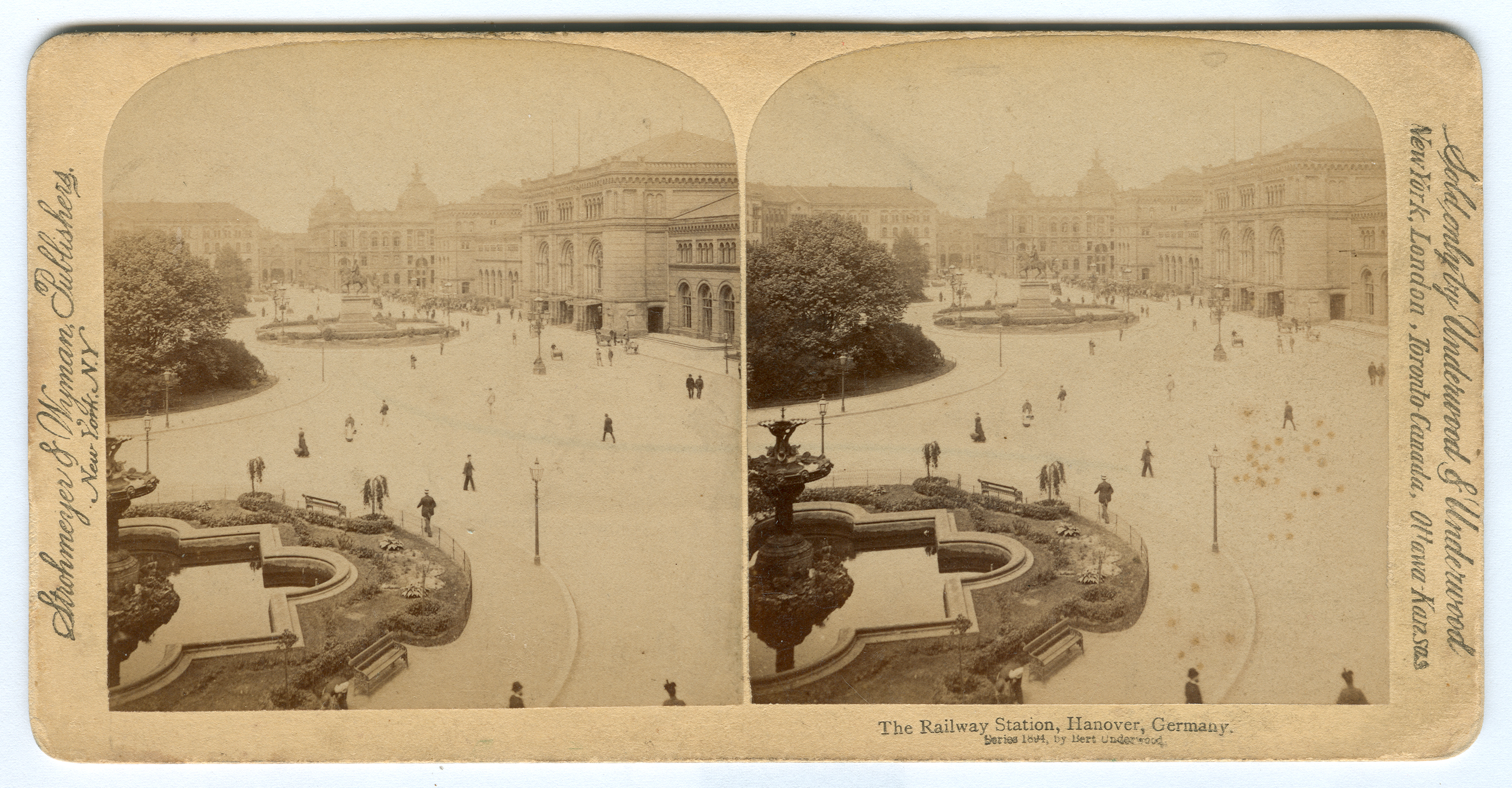
Bert Underwood: Železniční stanice, Hanover, Německo, 1894
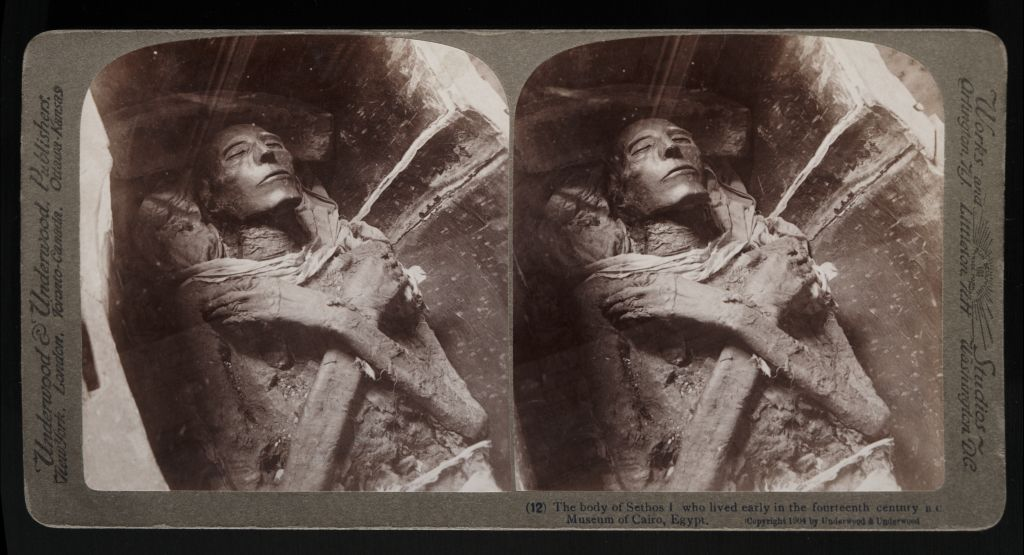
Tělo Sethose I., 1904
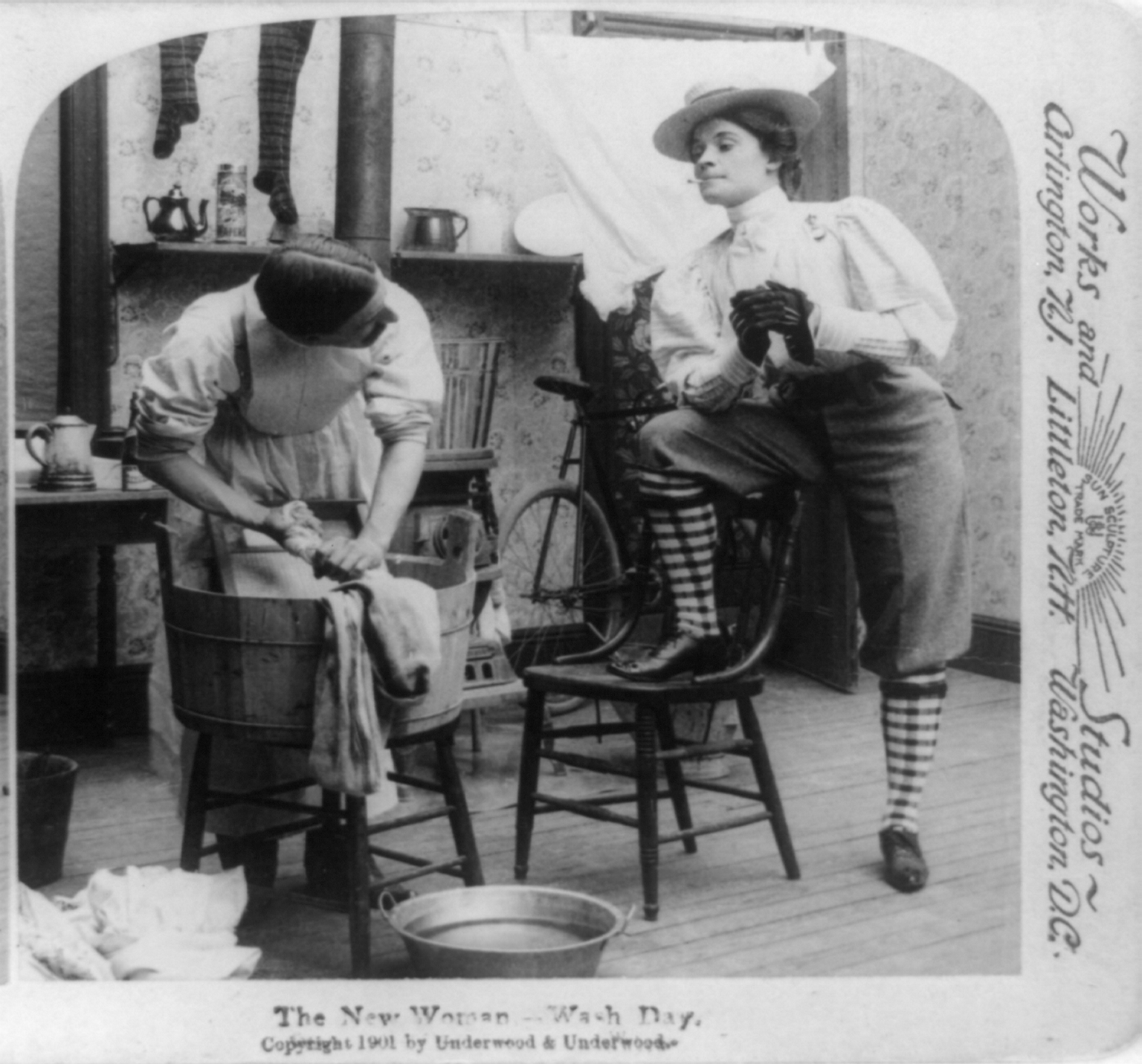
Nové ženy zobrazené při praní, kouřící cigarety a oblečené jako muži, 1901
Vojáci v zákopech, 1. světová válka, stereofotografie
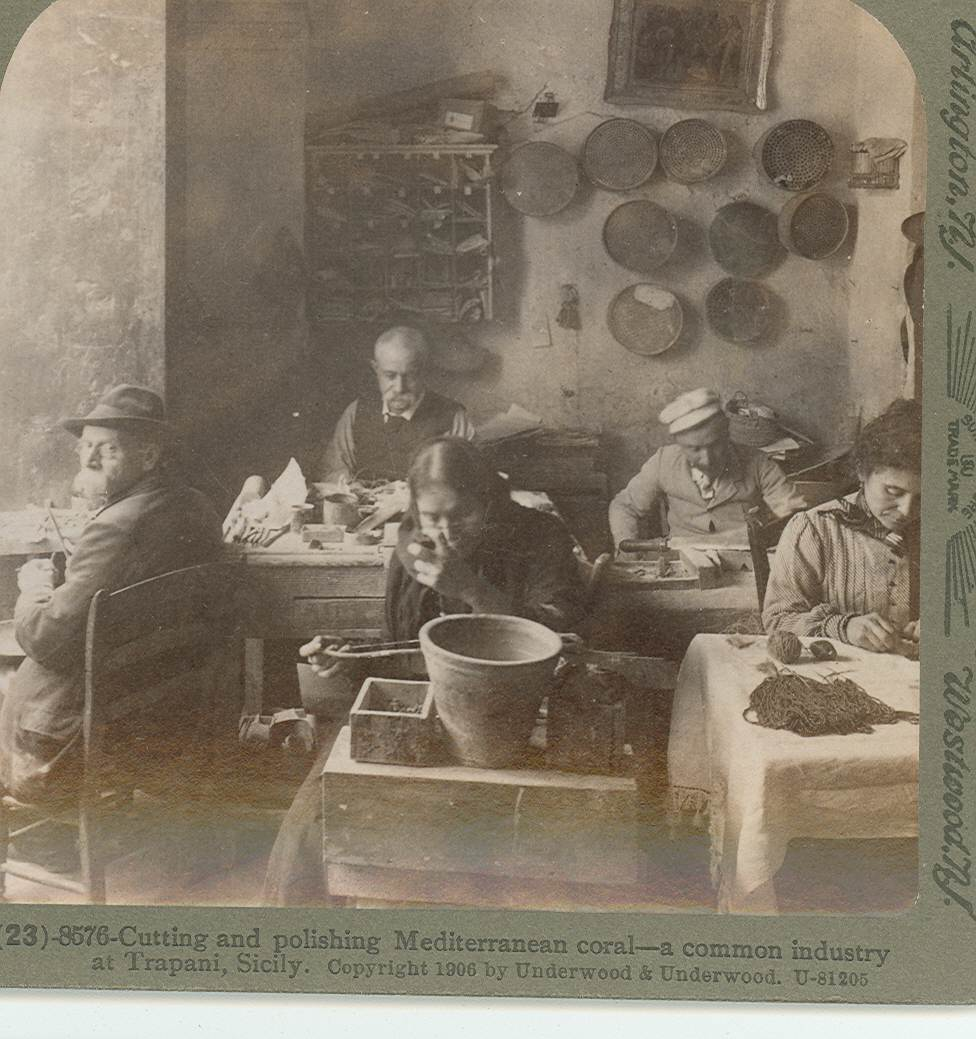
Broušení a čištění středomořských korálů, 1906
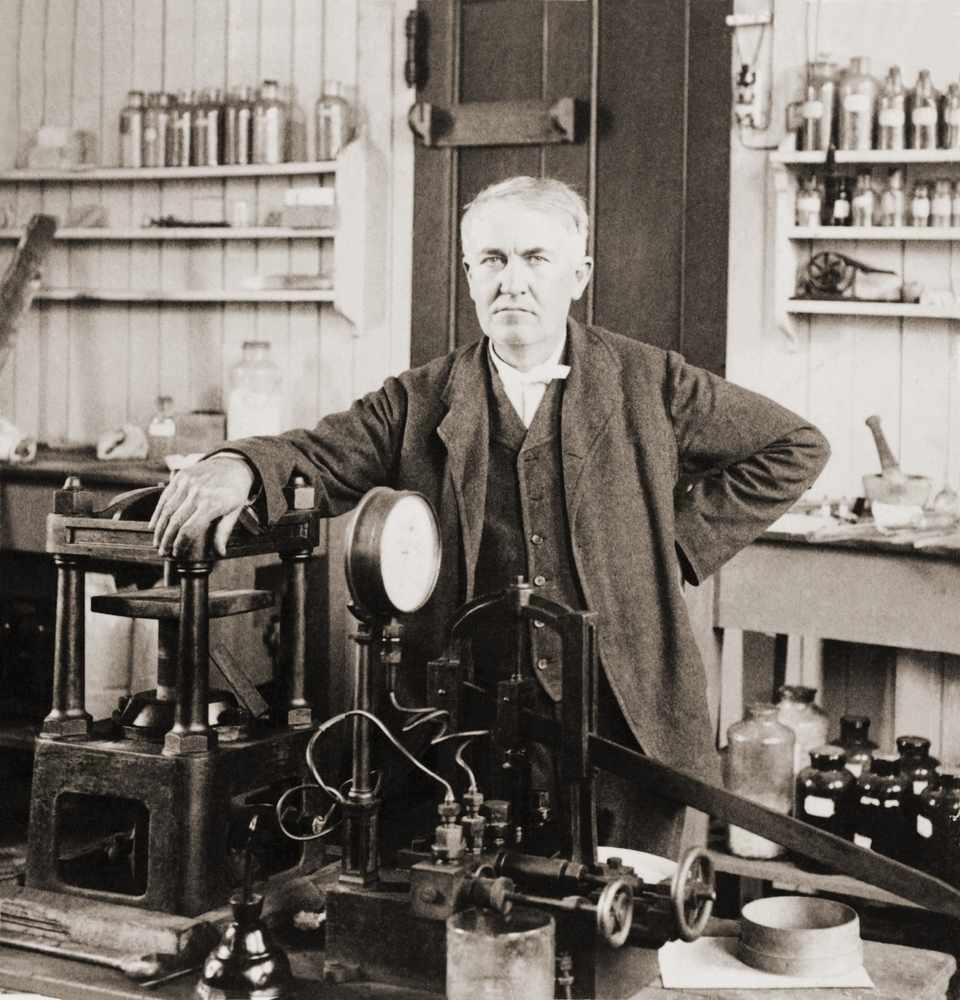
Edison ve své laboratoři, 1901
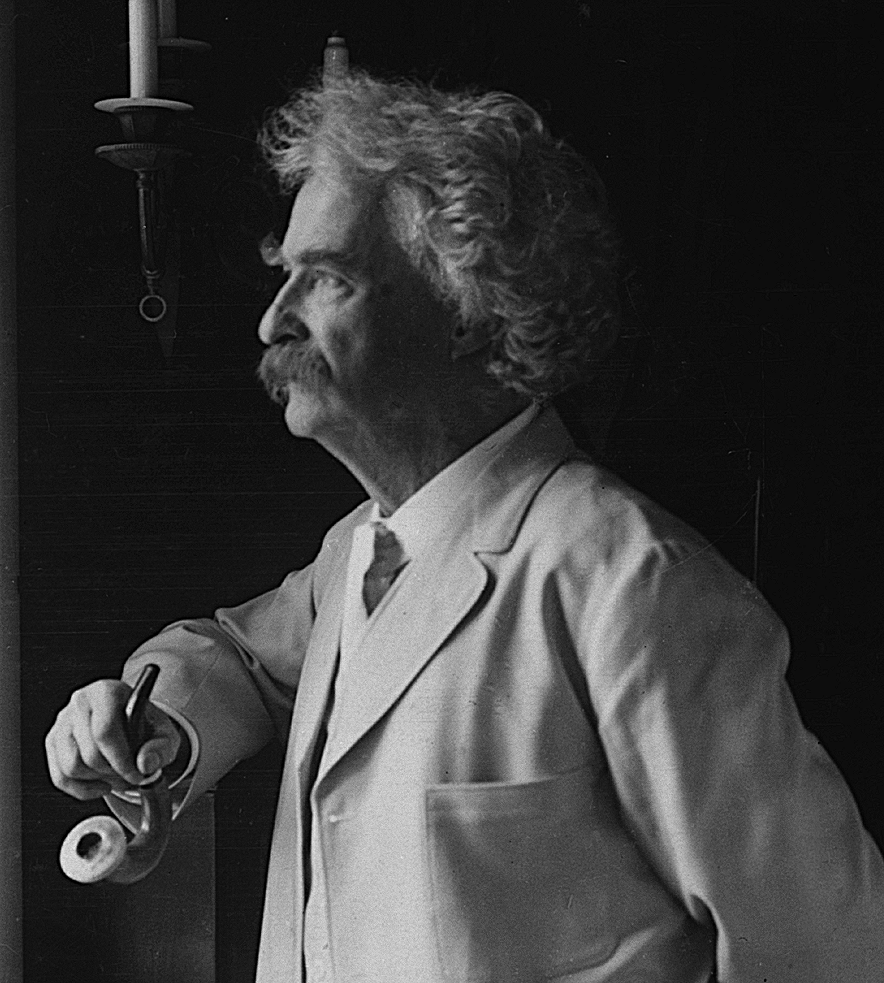
Mark Twain hledí z okna, 1907
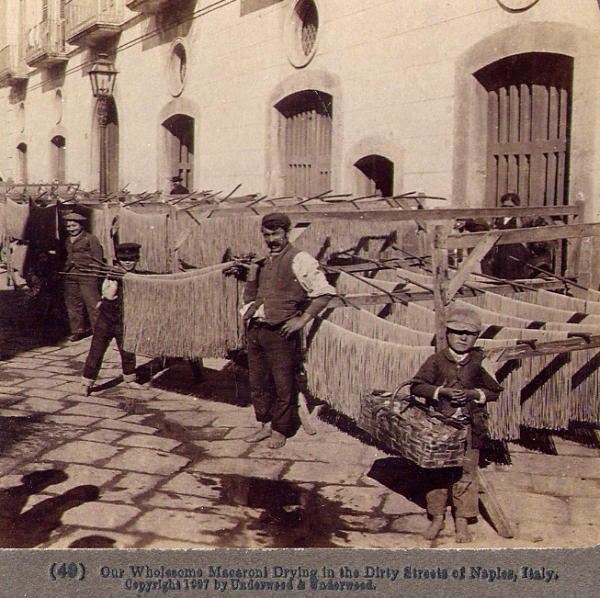
Naše zdravé makaróny se suší ve špinavých ulicích Neapole
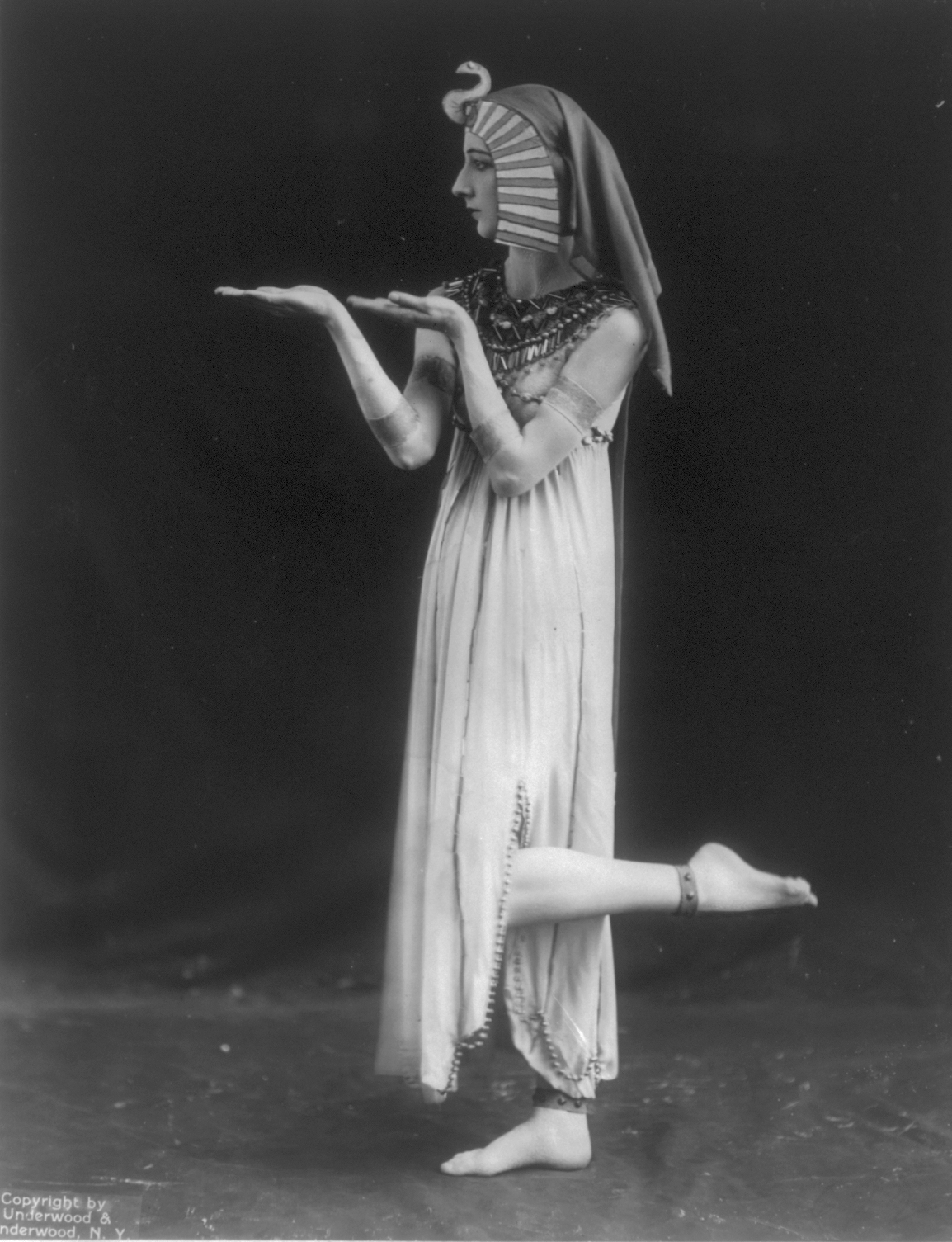
Herečka Madam Désirée Lubovska (Winniefred Foote (1893-1974)) jako Kleopatra
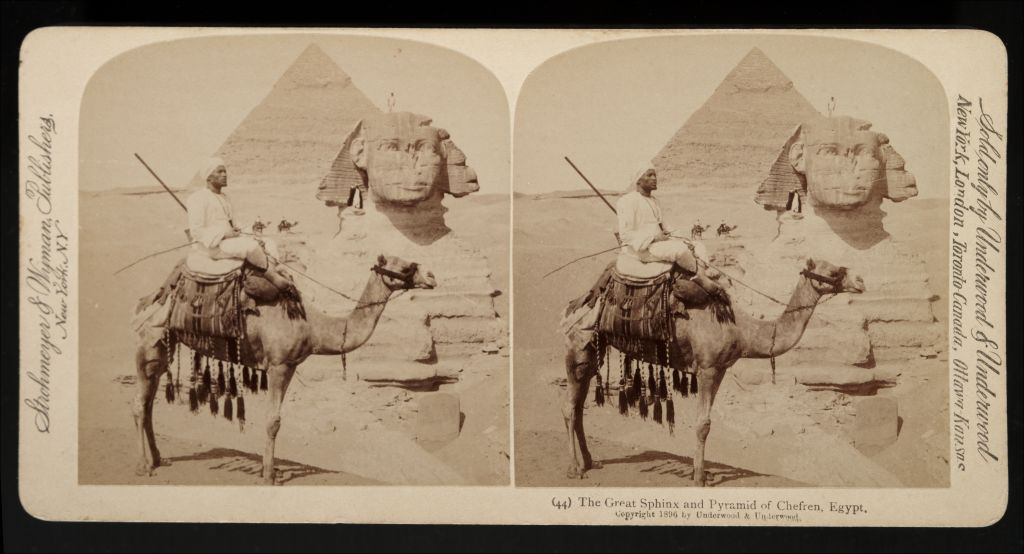
Sfinga, Chefren, Egypt, 1896
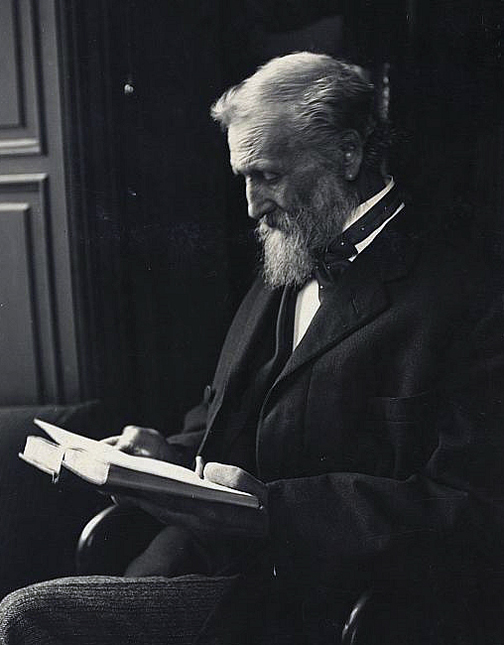
John Muir, 1912
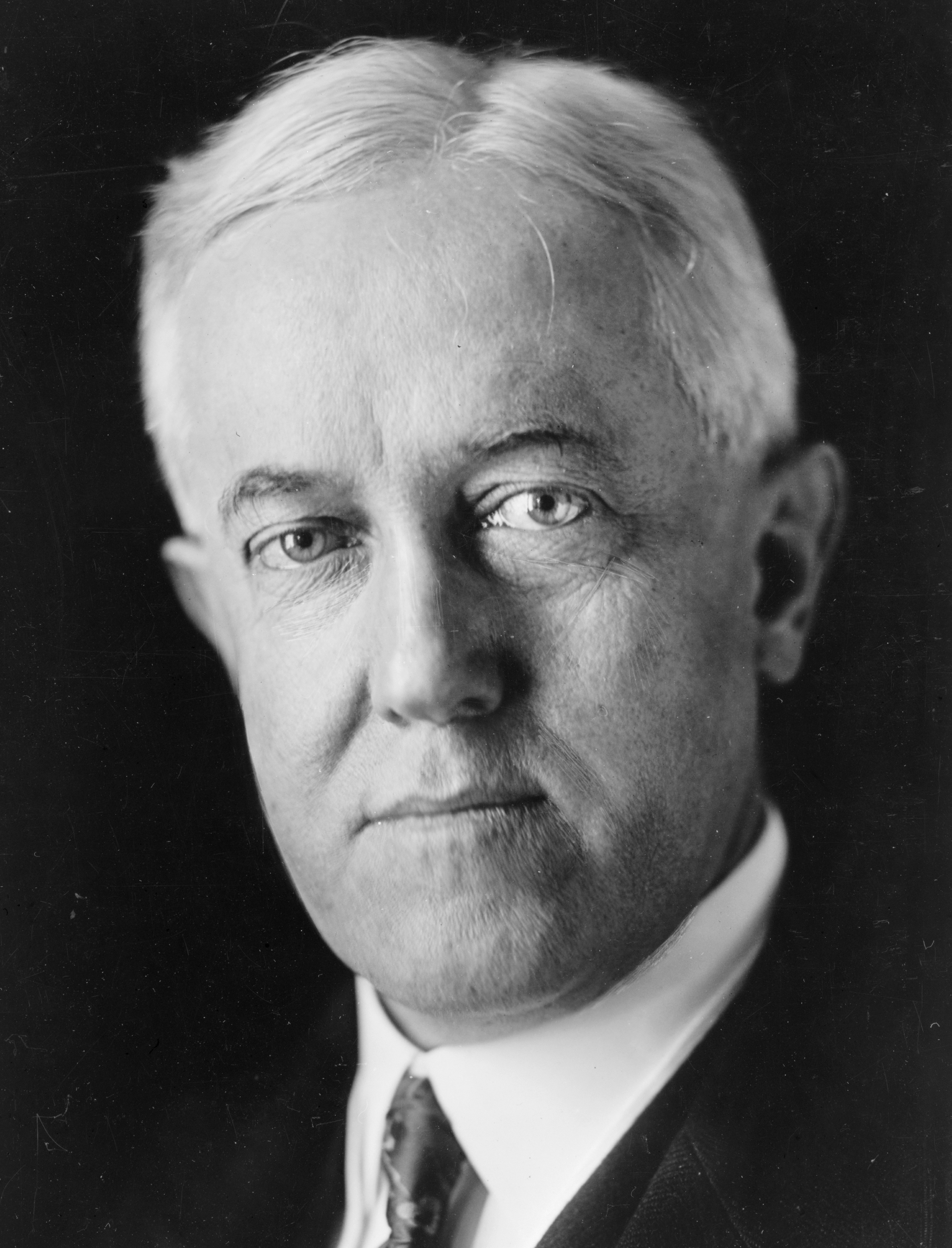
John William Davis, 1920-1924
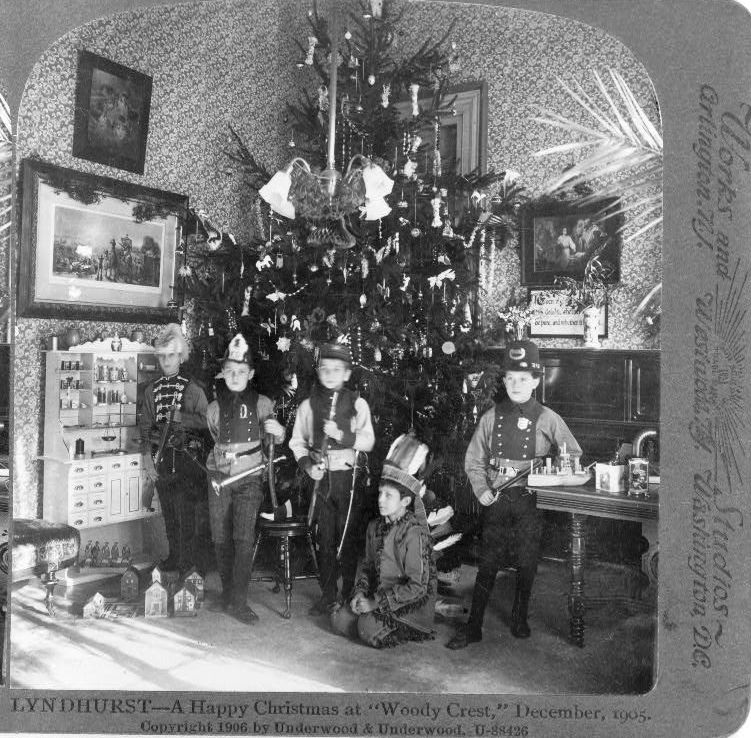
Lyndhurst - šťastné Vánoce, prosinec 1905. Pět chlapců v krojích, s hračkami, před vánočním stromečkem, škola Lyndhurst, Tarrytown, NY.